# Нанди, Басаби
Басаби Нанди (бенг. বাসবী নন্দী; 5 декабря 1935 – 22 июля 2018) — индийская актриса

 и закадровый исполнитель. Считалась одной из лучших актрис бенгальского кино в 1960-х годах.

## Биография
Отец актрисы — Б. Л. Нанди был доктором. Она посещала Asutosh College и даже сдала промежуточные экзамены, но не пришла в день сдачи экзамена на степень бакалавра искусств, поскольку в это время уже начала сниматься в кино.
Свою первую роль она получила благодаря другу отца, бывшему революционеру Ананта Сингху, в фильме его собственного производства.
Впоследствии её дебютный фильм Jamalaye Jibanta Manush (1958) приобрёл статус культовой классики бенгальского кино.
После этого её стали приглашали сыграть согероиню или комедийных персонажей. Однако на её счету роли широкого диапазона, такие как несчастная бедная девушка в Abhaya O Srikanta (1965), решительная молодая винодел в Baghini (1968) и Гхасети Бегум в Aami Sirajer Begum (1973).
В Bon Palashir Padabali (1973) она сыграла злобную жену Уттама Кумара, показав впечатляющие результаты.
Фильм стал блокбастером, а её увлекательное выступление до сих пор помнят любители кино.
Её игра в этом фильме была отмечена Премией ассоциации бенгальских киножурналистов за лучшую женскую роль второго плана.
Среди её фильмов кассовыми хитами также стали Baghini (1968) и Aami Se O Sakha (1975).
С 1960-х годов Нанди выступала в бенгальском театре, сыграв в таких спектаклях как «Seshagni», «Tapasi» и «Ekak Dasak Satak» в театре «Звезда», «Nanda», «Ami Mantri Hobo» и «Samragnee Nurjahari» в театре Рунгмахал, а также исполнив роль героини в «Aghatan» на сцене Каси Вишванатх Манча.
Басаби Нанди скончалась 22 июля 2018 года в результате остановки сердца в возрасте 82 лет, оставив после себя единственного сына.